# Grunderwerbsteuer (DDR)
Die Grunderwerbsteuer (GrESt) war in der Deutschen Demokratischen Republik eine Steuer, die beim Erwerb eines Grundstücks anfiel. Der Steuersatz betrug 7 %.
Bemessungsgrundlage war grundsätzlich der Wert der Gegenleistung (typischerweise des Kaufpreises), hilfsweise der Einheitswert.
Nicht steuerpflichtig waren (wie in Westdeutschland) Erbfälle und Übergänge zwischen Eheleuten und Kindern. Erwerbe von staatlichen Einrichtungen und Betrieben, VEB und sozialistische Genossenschaften waren ebenfalls von der Steuer befreit. Das Gleiche galt für bestimmte Bauvorhaben des Kleinwohnungsbauwesens, des Arbeiterwohnstättenbaus und Ähnliches.